# Solvant sans composé organique volatil
Les solvants exempts de COV sont des composés organiques exempts des restrictions imposées à la plupart des composés organiques volatils (COV) aux États-Unis, en raison de leur réactivité photochimique négligeable. Cette classe comprend actuellement l'acétone, le carbonate de diméthyle, l'acétate de méthyle, le parachlorotrifluorométhylbenzène (en) (Oxsol 100), l'acétate de tert-butyle et le carbonate de propylène.

## Solvants concernés
Aux États-Unis, l'Agence américaine de protection de l’environnement a exempté le carbonate de diméthyle de la définition des composés organiques volatils (COV) en 2009. En raison de sa classification comme « exempt de COV », le carbonate de diméthyle a gagné en popularité et applications, en remplacement d'autres solvants comme la butanone (MEK). 
Pour sa part, l'acétate de tert-butyle est utilisé comme solvant dans la production de laques, d'émaux, d'encres, d'adhésifs, de diluants et de nettoyants industriels.

## Sécurité
Le statut d'exemption de COV ne signifie pas que le solvant est absolument sûr. Son inflammabilité doit notamment être soigneusement prise en compte. L'acétone, par exemple, a un point d'éclair extrêmement bas et doit être manipulé avec précautions.